# Феррейра Нарде, Жеан
Жеа́н Ферре́йра На́рде (порт. Jean Ferreira Narde; 18 ноября 1979, Фейра-ди-Сантана, Баия), или просто Жеан — бразильский футболист, защитник.

## Клубная карьера
Жеан начал свою карьеру в «Сан-Паулу», где он играл с 1998 по 2003 год. Затем он уехал в Россию, где играл за «Сатурн», «Динамо» (Москва) и «Рубин». Жеан вернулся в Бразилию в 2008 году, был отдан в аренду «Гремио», где бо́льшую часть сезона провёл на скамейке запасных. В декабре Жеан покинул клуб и подписал двухлетний контракт с чемпионом бразильской Серии B «Коринтианс». В составе «Коринтианс» в сезоне-2009 Жеан Нарде стал победителем чемпионата штата Сан-Паулу и Кубка Бразилии.
1 сентября 2009 года Жеан вернулся в Россию, подписав контракт на три года с футбольным клубом «Москва». После снятия ФК «Москва» с чемпионата России 2010 Жеан Нарде был вынужден несколько месяцев ждать открытия нового трансферного окна, прежде чем подписать контракт с «Фламенго» до конца 2011 года. В 2011 году выступал за «Виторию» из Салвадора, а в начале 2012 года перешёл в китайский «Гуандун Жичжицюань».

## Достижения
- Обладатель Кубка Бразилии (1): 2009
- Чемпион штата Сан-Паулу (3): 1998, 2000, 2009
- Чемпион штата Рио-де-Жанейро (1): 2011
- Победитель Турнира Рио-Сан-Паулу (2): 1998, 2002